# Synagoga Staromiejska w Rzeszowie

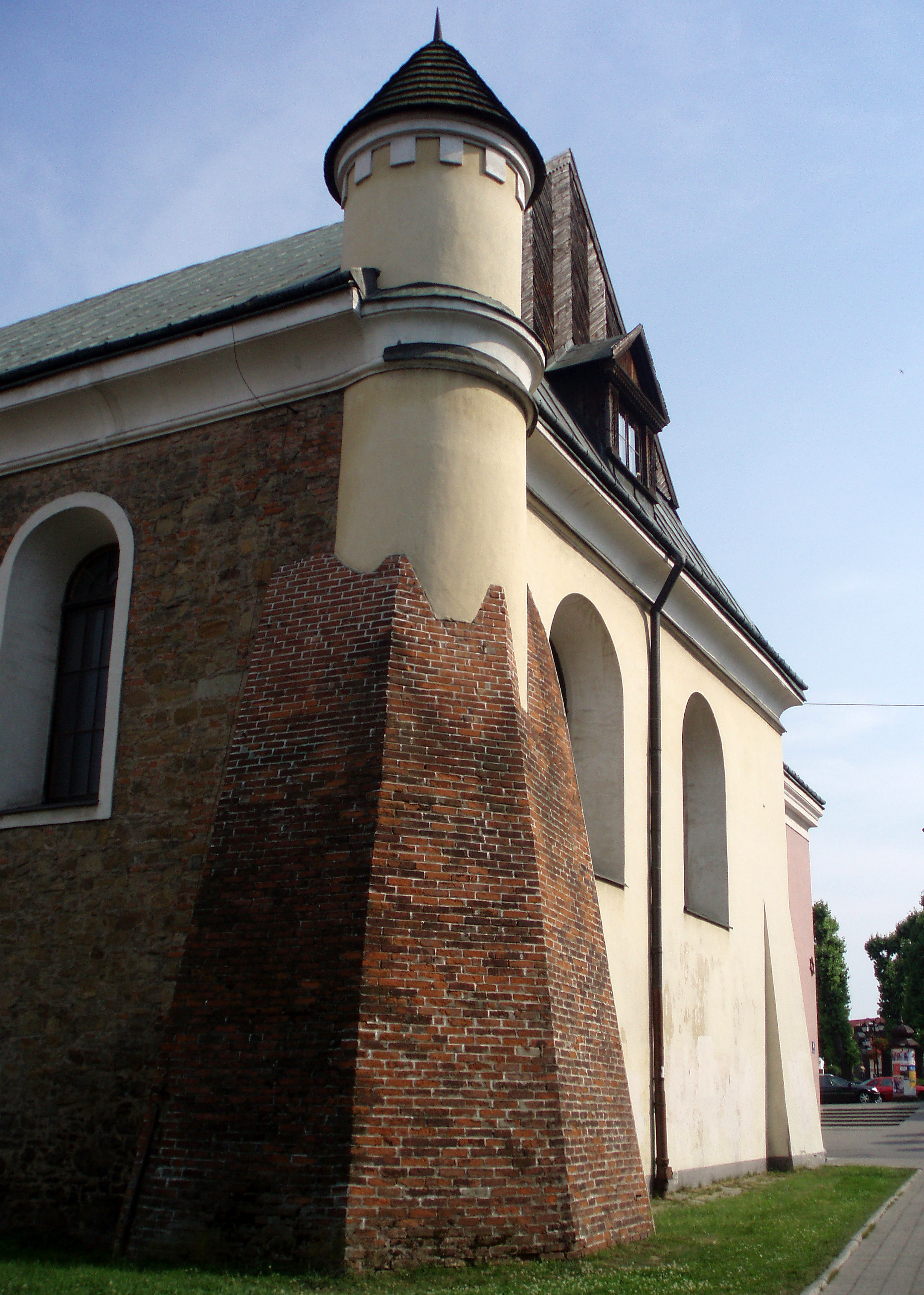
Jedyny zachowany fragment murów obronnych miasta stanowi integralna z budynkiem synagogi baszta

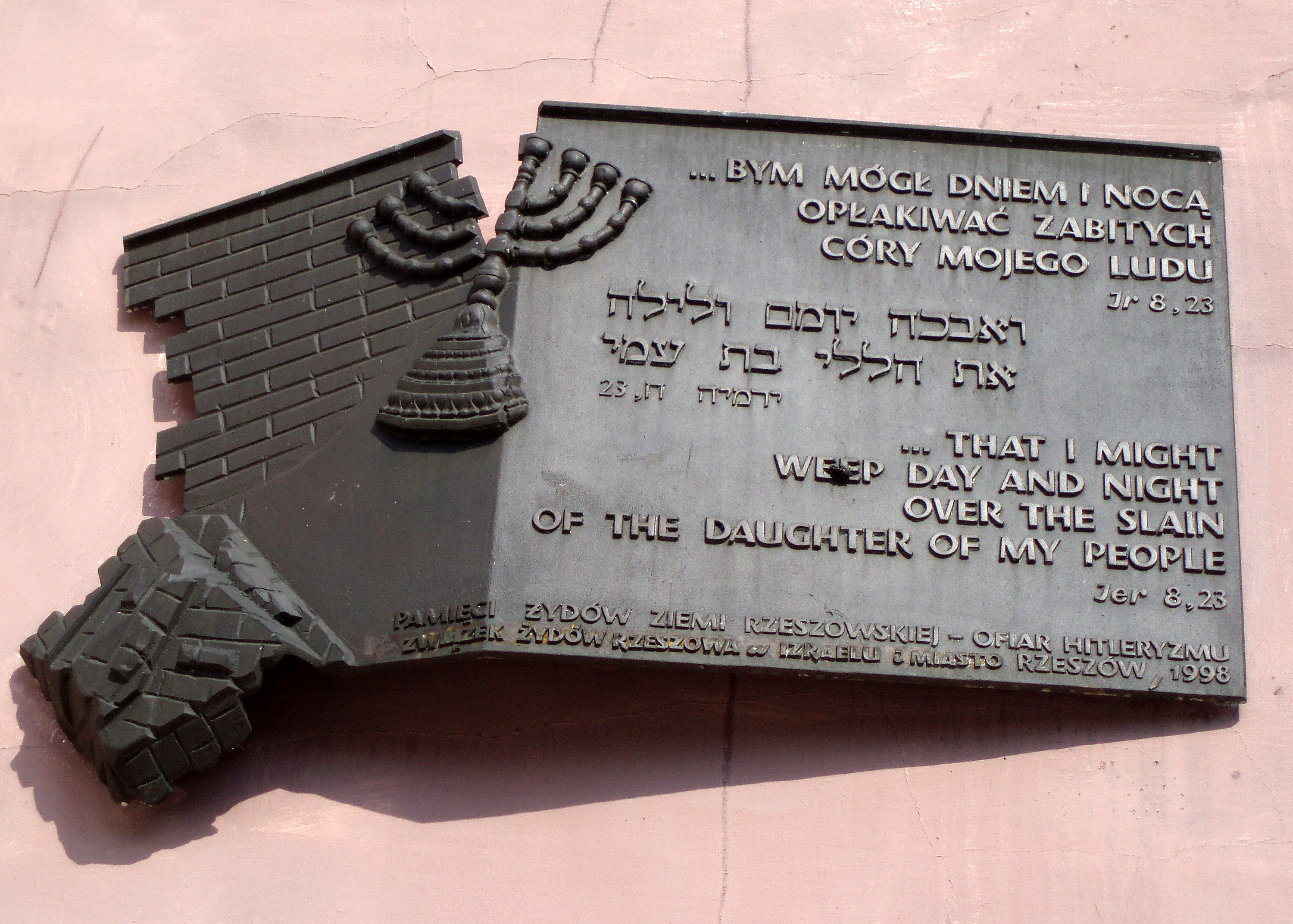
Tablica upamiętniająca zagładę rzeszowskich Żydów w czasie II wojny światowej

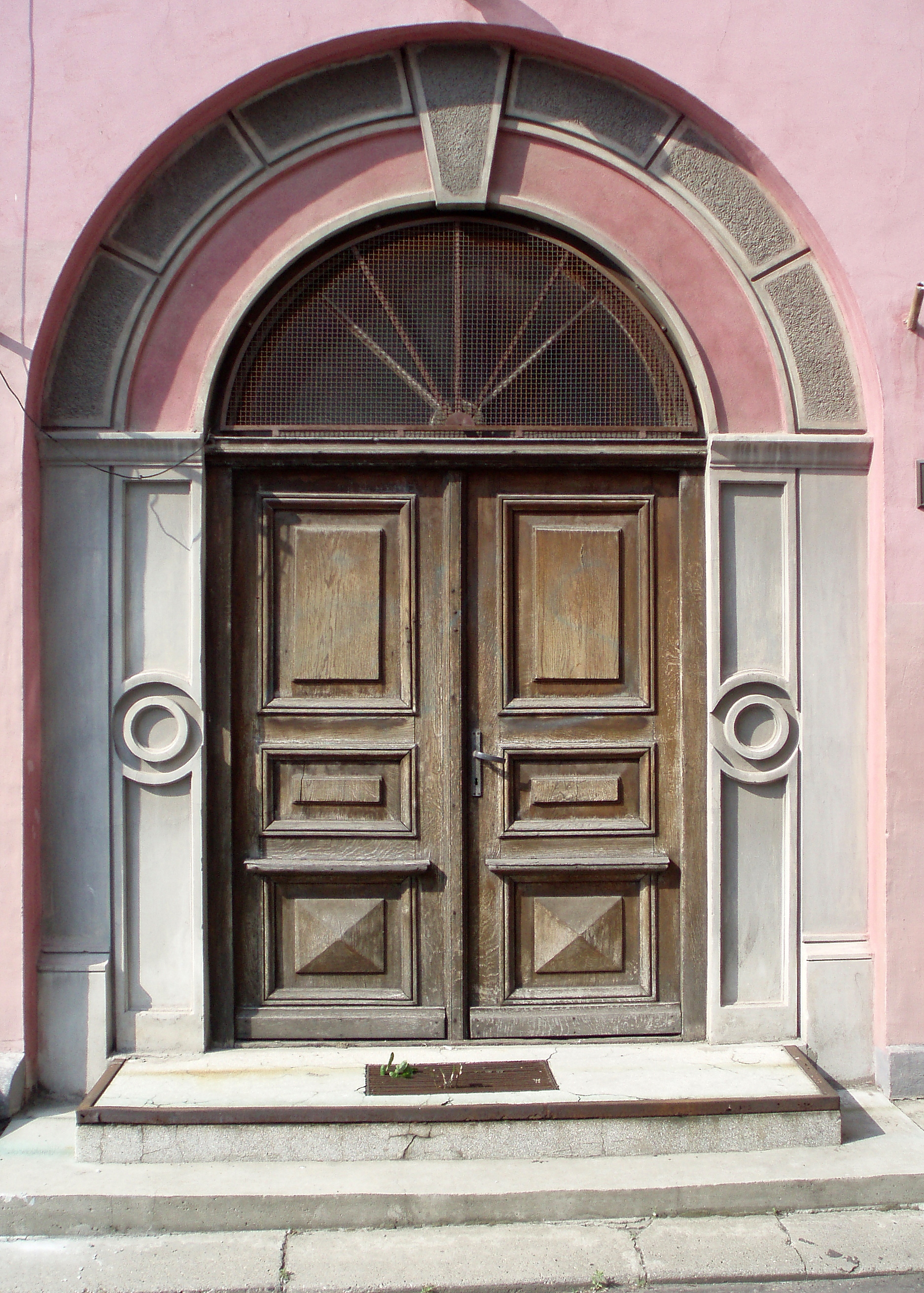
Portal wejściowy

Synagoga Staromiejska w Rzeszowie – synagoga znajdująca się w Rzeszowie przy ulicy Bożniczej 4. Jest jedną z najstarszych zachowanych synagog w województwie podkarpackim. Zwana dawniej Starą Szkołą oraz Małą, ze względu na swój mniejszy rozmiar względem synagogi Nowomiejskiej.

## Historia
Synagoga została zbudowana w 1610. W latach 1660 i 1739 synagogę trawiły pożary, po których była gruntownie odbudowywana i restaurowana. W 1842 synagoga po raz kolejny spłonęła, po czym została przebudowana, uzyskując dwie przybudówki od strony zachodniej i południowej, z czego do dziś ocalała jedynie zachodnia. 
Już na początku XX wieku synagoga była pod stałą opieką konserwatorską dawnego namiestnictwa austriackiego, a później województwa lwowskiego.
Podczas II wojny światowej hitlerowcy zdewastowali synagogę, a w 1942 podpalili. Po zakończeniu wojny synagogą interesowało się Muzeum Miasta Rzeszowa, które chciało urządzić we wnętrzach synagogi sale ekspozycyjne jednego z planowanych działów. Ze względu na brak odpowiedzi ze strony Komitetu Żydowskiego w Krakowie zaniechano tych planów.
W zimie z 1946 na 1947 przez niezabezpieczone otwory okienne do synagogi włamali się złodzieje, którzy wycięli wiązania dachowe, w wyniku czego dach obwisł. W marcu 1947 wichura zniszczyła dach, złamała sklepienia i synagoga zaczęła powoli popadać w ruinę.
Wobec powolnego niszczenia synagogi ówczesny Zarząd Miejski zaproponował wyburzenie przybudówek i odrestaurowanie hali centralnej z basztą, a wykonanie planowano zlecić Państwowemu Urzędowi Odbudowy, który uzyskałby w ten sposób większą ilość cegły, a w zamian za to nakryłby dachem synagogę, uzupełnił sklepienia i zakupił nowe okna. 
W 1949 decyzją Wojewody Rzeszowskiego synagoga została przeznaczona dla Związku Polskich Artystów Plastyków, który miał odremontować budynek oraz zabezpieczyć stojącą obok synagogę nowomiejską. W 1951 ze względu na brak poczynionych działań w kierunku remontu synagogi, decyzją Wojewódzkiej Rady Narodowej budynek został odebrany związkowi i przekazany na siedzibę Wojewódzkiego Archiwum Państwowego.
W latach 1953–1963 synagoga została ostatecznie gruntownie odrestaurowana. W 1959 usunięto ostatnie ślady polichromii. Obecnym właścicielem synagogi jest Gmina Wyznaniowa Żydowska w Krakowie, a dzierżawcą − archiwum, które nie udostępnia wnętrz zwiedzającym. Przy archiwum mieści się również Ośrodek Badań Historii Żydów, zajmujący się gromadzeniem, zabezpieczaniem, przechowywaniem i opracowywaniem materiałów archiwalnych o tematyce żydowskiej.
Na ścianie znajduje się − poświęcona pomordowanym Żydom podczas Holokaustu − tablica pamiątkowa z wersetem: "Bym mógł dniem i nocą opłakiwać zabitych, córy mojego ludu" (Jer. 8:23).

## Architektura
Murowany z kamieni łamanych uzupełnianych cegłą, budynek synagogi wzniesiono na planie kwadratu, w stylu renesansowym na obrzeżu Starego Miasta po zewnętrznej stronie ziemno-drewnianych fortyfikacji miasta, w dzielnicy żydowskiej otoczonej własnymi wałami, połączonej z miastem groblą, tworzącą bastion należący do systemu obronnego Rzeszowa. W narożniku północno-zachodnim znajduje się mała, zwieńczona gzymsem baszta, będąca obecnie jedynym śladem po obronnych zabudowaniach miasta. Została ona dobudowana w drugiej połowie XVIII wieku i mieściła również klatkę schodową. W narożach oraz pomiędzy oknami znajdują się masywne przypory.
Od strony zachodniej zachowała się, pochodząca z połowy XIX wieku, piętrowa dobudówka, pierwotnie zwieńczona neorenesansową attyką, przekryta stropami Kleina. W jej wnętrzu na parterze mieścił się prostokątny przedsionek, a nad nim na piętrze babiniec. Od strony południowej również znajdowała się piętrowa przybudówka, mieszcząca pierwotnie babiniec oraz klatkę schodową. W latach 50. XX w. została wyburzona.
W głównej sali modlitewnej o wymiarach w świetle murów ok. 14,9 x 12,8 m na wschodniej ścianie pierwotnie znajdował się bogato zdobiony aron ha-kodesz, a na środku bima-wieża na planie prostokąta, która stała pomiędzy czterema filarami wspierającymi sklepienie sali zakończone głowicami jońskimi. Obecnie nic się nie zachowało z pierwotnego wyposażenia synagogi.
- Synagoga jest obiektem, który stanowi wartość zabytkową. Została wpisana do krajowego rejestru zabytków nieruchomych pod numerem 1157 w dniu 25 marca 1987 roku.